# Albatros-klass
Albatros-klass, eller Typ 143-klass, är en klass robotbåtar byggda av Lürssen för Bundesmarine på 1970-talet. Fartygen ersatte de äldre torpedbåtarna i Seeadler-klassen. Albatros-klassen utgör grunden för Gepard-klass som endast skiljer sig genom modernare beväpning och andra motorer.

## Utveckling

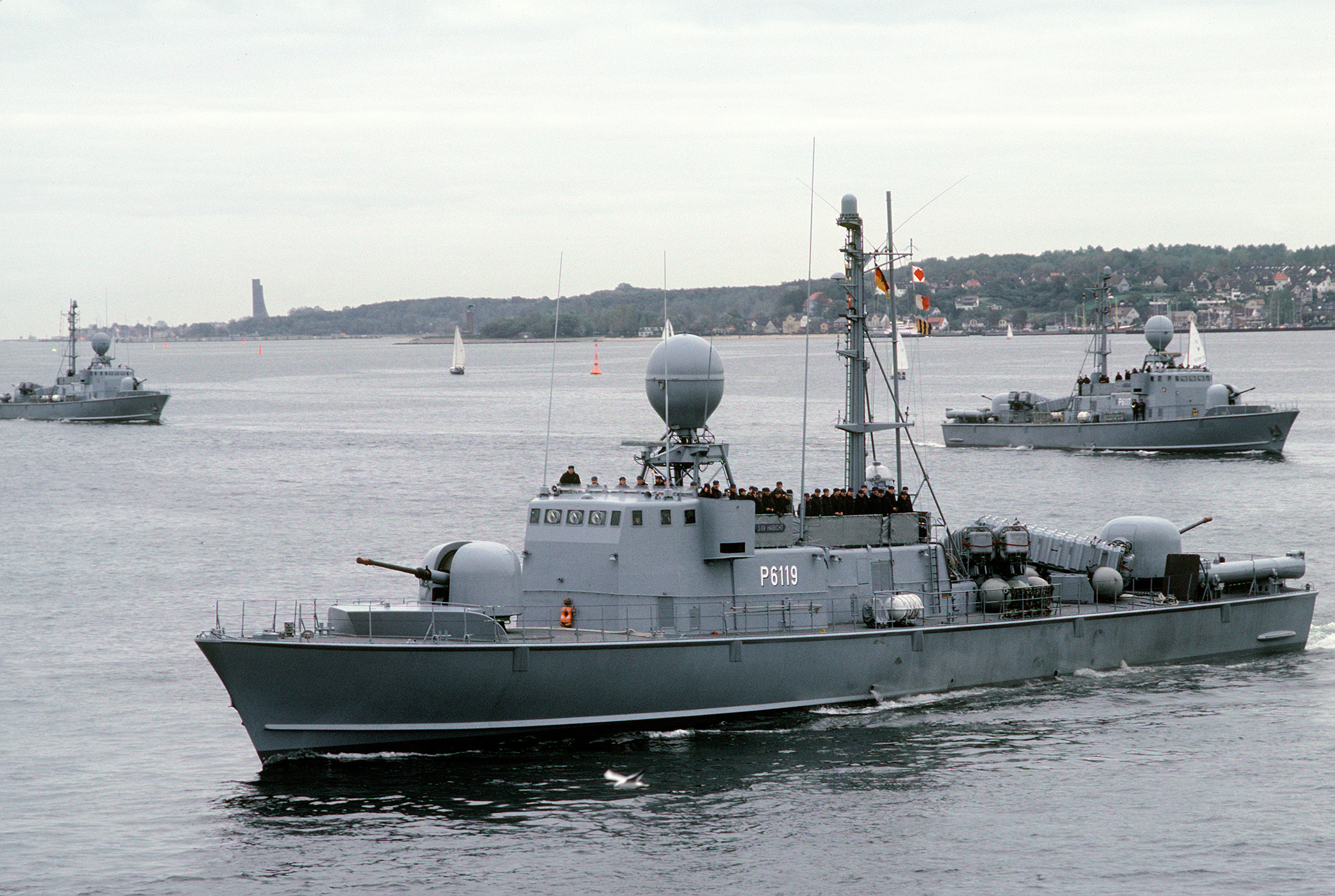
Tre av fartygen i Albatros-klassen. Habicht närmast och bortom henne Kondor.

I juni 1969 beslöt Förbundsdagen att införskaffa en ersättare för torpedbåtarna i Seeadler-klassen. I juli 1972 tecknades avtal med Lürssen om tio fartyg för ett totalt värde motsvarande 469 miljoner euro. Fartygen var större än Tiger-klass för att få plats med en stridsledningscentral och stridsledningssystemet AGIS. AGIS byggde på radiolänken Link 11 för att överföra information mellan fartyget och andra fartyg, helikoptrar eller flygplan och gjorde att fartygen kunde anfalla mål bortom horisonten. Alla fartyg i klassen tjänstgjorde i 2. Schnellbootgeschwader i Wilhelmshaven fram till 2005 då de avrustades. Albatros och Bussard plundrades på reservdelar till fartygen i Gepard-klassen medan övriga fartyg såldes till Ghana eller Tunisien.

## Fartyg i klassen
| Namn     | Bognummer | Bognummer | Tagen i tjänst    | Avrustad          | Öde |
| Namn     | NATO      | Tysk.     | Tagen i tjänst    | Avrustad          | Öde |
| -------- | --------- | --------- | ----------------- | ----------------- | --- |
| Albatros | P6111     | S61       | 1 november 1976   | 24 mars 2005      | Lagd i malpåse i Wilhelmshaven. Såld till Ghana 2012 som Naa Gbewaa                                                   |
| Falke    | P6112     | S62       | 13 april 1976     | 16 december 2004  | Lagd i malpåse i Wilhelmshaven och plundrad på reservdelar. Delar av interiören återuppbyggd som museum i Warnemünde. |
| Geier    | P6113     | S63       | 2 juli 1976       | 29 september 2005 | Såld till Tunisien 2005 som Himilcon.                                                                                 |
| Bussard  | P6114     | S64       | 14 augusti 1976   | 24 mars 2005      | Lagd i malpåse i Wilhelmshaven. Såld till Ghana 2012 som Yaa Asantewaa.                                               |
| Sperber  | P6115     | S65       | 27 september 1976 | 4 juli 2005       | Såld till Tunisien 2005 som Hamilcar.                                                                                 |
| Greif    | P6116     | S66       | 25 november 1976  | 4 juli 2005       | Såld till Tunisien 2005 som Hannon.                                                                                   |
| Kondor   | P6117     | S67       | 17 december 1976  | 16 december 2004  | Lagd i malpåse i Wilhelmshaven och plundrad på reservdelar. Delar av interiören återuppbyggd som museum i Warnemünde. |
| Seeadler | P6118     | S68       | 28 mars 1977      | 29 september 2005 | Såld till Tunisien 2005 som Hannibal.                                                                                 |
| Habicht  | P6119     | S69       | 23 december 1977  | 13 december 2005  | Såld till Tunisien 2005 som Hasdrubal.                                                                                |
| Kormoran | P6120     | S70       | 18 juli 1977      | 13 december 2005  | Såld till Tunisien 2005 som Giscon.                                                                                   |